# Cleora phaea
Cleora phaea là một loài bướm đêm trong họ Geometridae.